# Аптекарь

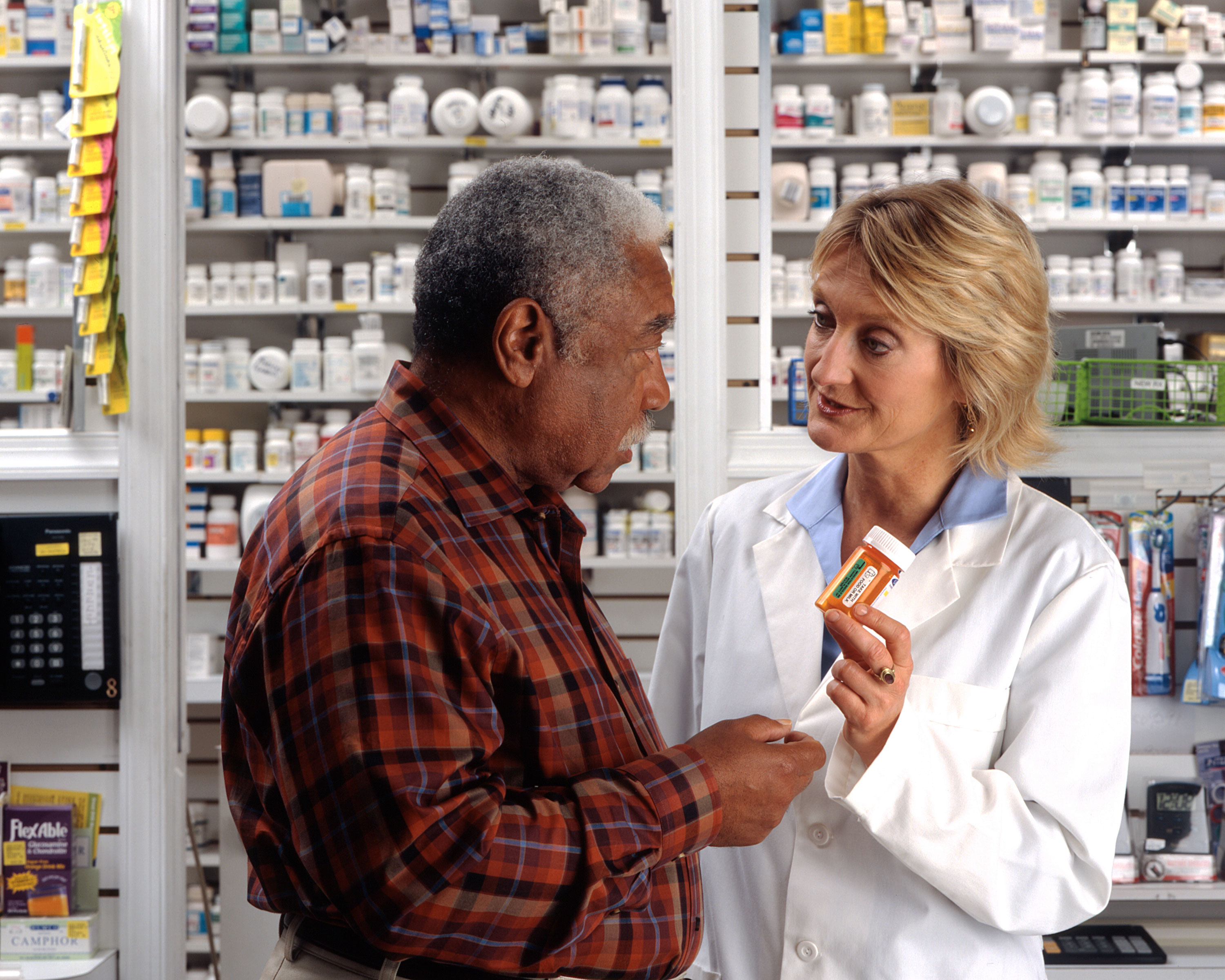

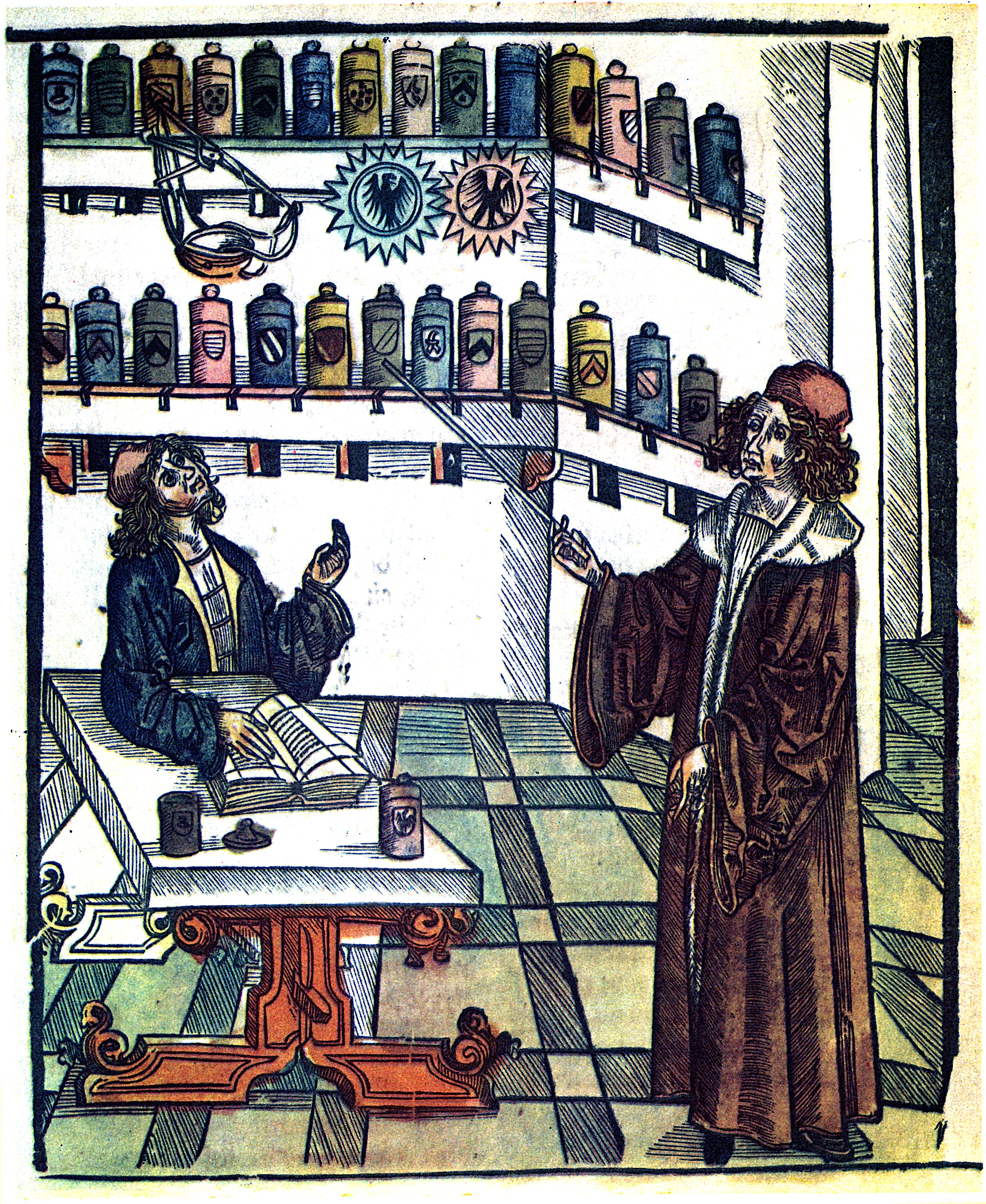
Доктор и аптекарь. Иллюстрация из «Книги Жизни». Флоренция, 1508

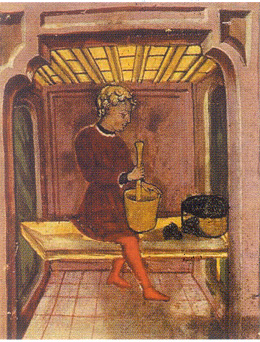
Аптекарь измельчает и смешивает лекарственные вещества в ступе

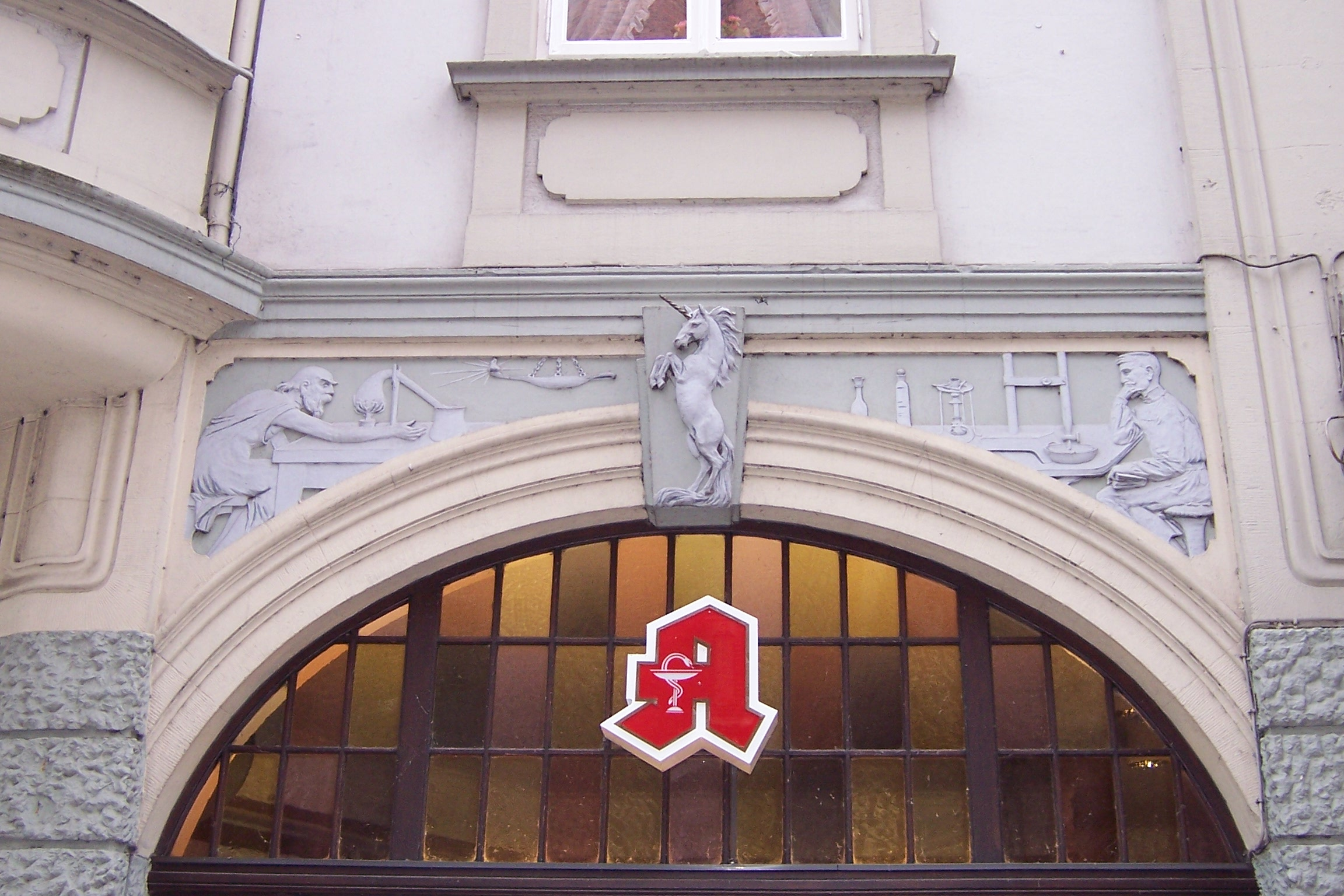
Аптечный знак, около 1900 года, Ольденбург, Германия

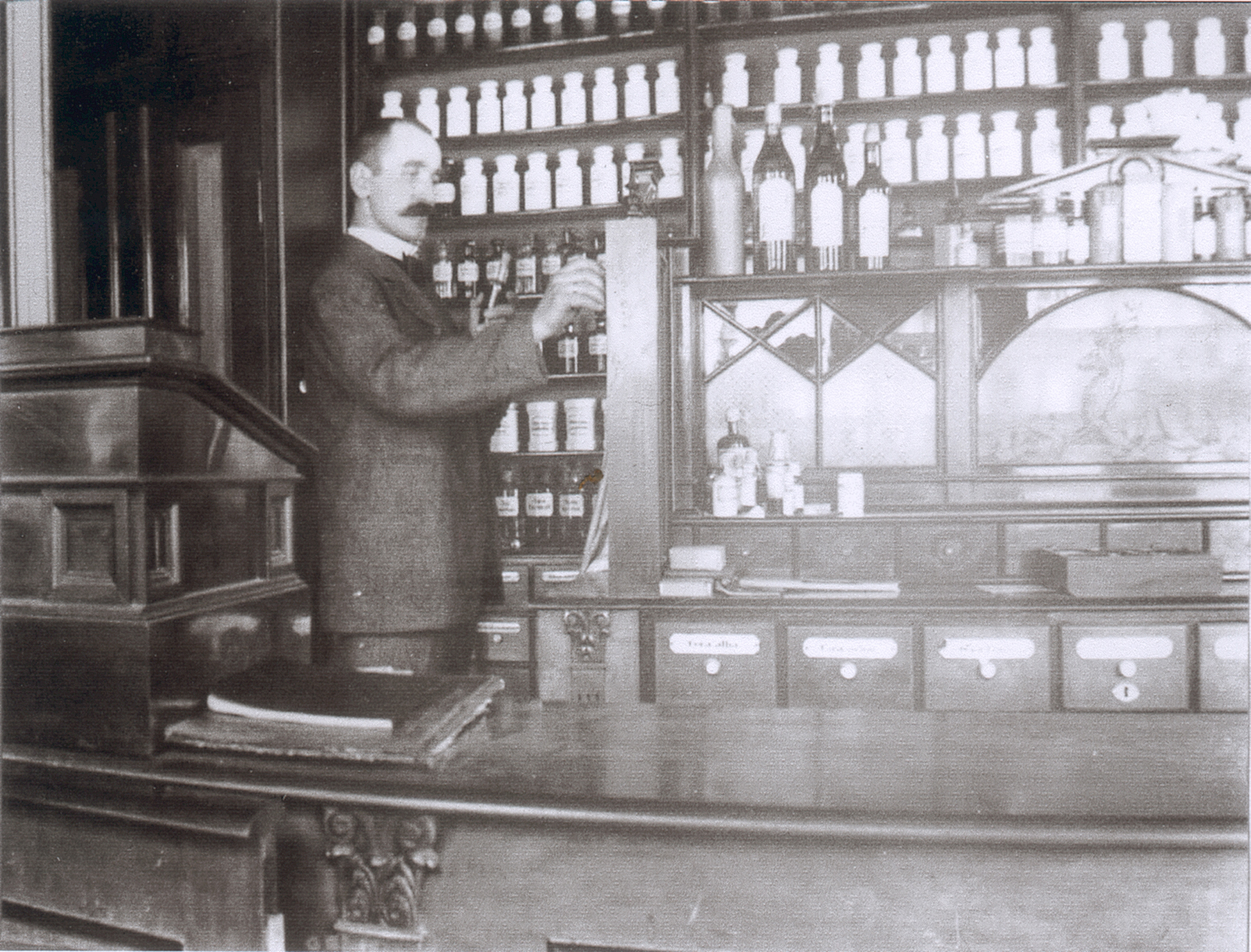
Аптека начала XX века

Апте́карь (нем. Apotheker) — специалист в области лекарств, современное название — фармацевт.
Покровителями аптекарей считаются святые братья-близнецы Косма и Дамиан.

## История аптекарского дела в Европе
В 1231 году император Фридрих II инициировал создание сборника законов, составленного многочисленными учёными под названием «Liber Augustalis» («Constitutiones regni utriusque Siciliae» — Предписания для Королевства обеих Сицилий), в том же году вступившего в силу.
В последующие годы появились многочисленные приложения к нему, в числе прочих «Эдикт Салерно», состоящий из нескольких параграфов. В одном из этих приложений разграничивались профессии врача и аптекаря: врачи не могли владеть аптеками либо участвовать в их деятельности, цены на лекарства устанавливались со стороны государства во избежание искусственного взвинчивания цен, аптекарь приносил соответствующую клятву.
Первоначально «Liber Augustalis» действовал только в королевстве Сицилия, но со временем стал примером для законодателей всей Европы.
В Средние века существовало два типа аптек: монастырские аптеки и светские аптеки, которые содержали профессиональные аптекари, входящие в цеховые организации. В аптеках Средневековья продавались лекарства против болезней, опустошавших Европу.
Аптечная посуда и аптечный инвентарь Средневековья и Возрождения отличались формой и родом материала, из которого были изготовлены. Позднее сосуды стали снабжаться аптечными знаками, обозначавшими как отдельные элементы, так и наиболее распространенные вещества. Для особо ценных лекарств использовали серебряную посуду. Введение аптекарских мер и распространение в рецептах указаний веса отдельных ингредиентов лекарств положило начало производству все более точных и совершенных аптекарских весов.
Постепенно аптеки стали превращаться в специально организованные помещения со специальной мебелью, перегонными кубами, ретортами и прочим химическим оборудованием, а начиная с XVI века, они стали центрами не только изготовления лекарств, но и интенсивных научных исследований.
Принцип монополии аптек, который соблюдался практически повсеместно, обеспечивал высокие прибыли. Аптекари, как правило, занимали почётные места в органах городского самоуправления, особенно в странах Центральной Европы. Аптеки располагались в центрах городов, имели характерные вывески или аптечные гербы, закрепляемые за аптеками специальными рескриптами. Интерьеры аптек приобрели более или менее унифицированный характер. Стены торгового зала занимали полки, на которых размешались банки с аптечным сырьем, альбарелло, графины или бутыли. Отличительным знаком аптеки стали чучела крокодилов, подвешенные под потолком, а также экзотические предметы, например рог единорога. Некоторые из аптек с оборудованными лабораториями, складами и торговыми помещениями оценивались в значительные суммы и владение ими или приобретение придавало их владельцам значительный вес в местном обществе.
В XVIII веке возникли предпосылки появления на месте ремесленных аптечных мастерских промышленных производств.

### В России
Ещё на Киевской Руси широко были известны порошки, мази, настои и отвары. Лекарственные препараты хранили в специальных погребах, которые считаются прообразом аптек. Однако аптек в современном понимании этого слова не было, не существовало и разделения профессиональных обязанностей между врачами и аптекарями.
Первые аптекари в России появились в 1547 г., когда Иван Грозный отправил своего посла Ганса Шмета в западные страны за врачами и аптекарями для царской семьи. Одним из этих аптекарей был Арендт Классен, голландец по происхождению. Также известно, что в 1567 г. русский посол Дженнин привез в Россию врача Майкла Рейнольдса и аптекаря Томаса Варвера, погибшего в 1571 г. во время пожара в Москве. В 1581 г. в Москву на службу к Ивану Грозному королева Елизавета I Английская отправила нескольких специалистов, в том числе и аптекаря Джеймса Френча, которого в России прозвали Яковом Астафьевым. В Кремле напротив Чудова монастыря им была открыта первая в России аптека для царской семьи.
В 1613 году на престол взошел царь Михаил Фёдорович, и для русской медицины наступила новая эпоха. Для управления медицинским делом была создана Аптекарская палата, которая контролировала лечение царской семьи и изготовление в аптеке лекарств.
В 1620 г. Аптекарская палата стала правительственным учреждением и была переименована в Аптекарский приказ, во главе которого стояло особо доверенное лицо государя. Он существовал около полувека и в 1714 г. был преобразован Петром I в медицинскую канцелярию. Приказ ведал всеми медиками: докторами, лекарями, аптекарями, окулистами, алхимистами, костоправами и другими.
Выписанный доктором рецепт отправлялся в Аптекарский приказ вместе с описанием фармакологического действия каждого компонента этого средства. Все это докладывалось царю, который давал разрешение на изготовление лекарства. После приготовления лекарства его должны были попробовать аптекари, врач и кто-нибудь ещё. Состав лекарства и фамилия изготовителя записывались в книгу, которая проверялась и хранилась у начальника Аптекарского приказа.
Аптекари испытывали поступавшие в Аптекарский приказ лекарства, готовили смеси различных продуктов, мази и препараты на основе винной плесени. В лабораториях существовали весы, на которых можно было взвесить количество вещества, равное ячменному зерну. Объем жидкости измерялся при помощи яичной скорлупы. Лабораторное оборудование, посуда делались на заводах плотниками и гончарными мастерами. Наиболее известными алхимиками и аптекарями этого периода являлись Тихон Ананьин, Василий Шилов, Андрей Иванов, Роман Ульянов, Иван Михайлов и другие.
Аптекари вели подробные инвентарные книги вверенной им аптеки, постоянно отмечая в ней наличность лекарственных веществ, с оценкою их. Кроме того, при аптеке имелась ещё особая «ценовная книга», по которой должны были продаваться лекарства.
Внутреннее благоустройство московских царских аптек XVII столетия вызывало самые лестные отзывы современников, отличаясь не только полнотою и изобилием своего инвентаря, но даже известною роскошью. Вся аптечная посуда была из шлифованного хрусталя, с позолоченными крышками; некоторые аптечные принадлежности сделаны были из чистого серебра.
Лекарственные вещества, необходимые для московских аптек, приобретались отчасти за границей, a отчасти добывались и в пределах России, для чего в ведении Аптекарского приказа устраивались особые «аптечные огороды» с целью акклиматизации и разведения лекарственных злаков. Широко использовались настойки, пилюли, масла, бальзамы, экстракты, порошки, пластыри, мази, сборы, свечи, настои и другие лекарственные формы. В качестве снотворного средства применялся мак, от различных простудных заболеваний — лук, чеснок, растирания, сало, настойки и др.
Уже довольно рано иноземным лекарям и аптекарям велено было брать к себе русских учеников для обучения их врачебному делу. Ученики изучали фармакологию, анатомию по скелетам и хирургию, изготовлению лекарств они обучались непосредственно в аптеках.
В 1678 году в личном составе московского врачебного персонала упоминаются 2 русских аптекарских мастера, 5 русских лекарей и 8 русских лекарских учеников. В царствование Феодора Алексеевича число русских лекарей возросло до 58, a в конце XVII века русские лекари, подлекари, лекарские и аптекарские ученики, костоправы, рудометы и цирульники уже постоянно фигурировали в списках врачебного персонала, подведомственного Аптекарскому приказу.
Во второй половине XVII в. в России существовали уже 2 аптеки: Старая аптека, созданная ещё аптекарем Д. Френчем при правлении Ивана Грозного для царской семьи и Новая, основанная в 1672 г., продавала лекарства для людей различного сословия и помещалась в Гостином дворе. Обе аптеки контролировал Аптекарский приказ.
Указ царей Ивана и Петра Алексеевичей «Об улучшении постановки аптечного и медицинского дела в Аптекарском приказе», предписывал каждому доктору и аптекарю принимать присягу и клятву.
В 1714 г. Аптекарский приказ был преобразован Петром I в государственное учреждение, которое контролировало военно-медицинские дела России. Затем Аптекарский приказ стал Аптекарской канцелярией, в 1721 г. — Медицинской коллегией, а через некоторое время — в Медицинской канцелярией. Эти учреждения контролировали изготовление и отпуск лекарств в аптеках. Для армии существовали полевые аптеки, через которые осуществлялось снабжение войск лекарствами и другими необходимыми медицинскими средствами. Петр I стремился расширить доступ к лекарствам и для простого люда, во второй половине XVIII в. в Москве насчитывали 14 аптек.
В конце XIX — в начале XX вв. происходило быстрое развитие физики и химии, что способствовало разработке новых методов получения лекарств, их анализа и созданию аппаратов и приборов для работы в аптеках. Известные ученые: М. В. Ломоносов, С. П. Крашенинников, Т. Е. Ловиц, И. И. Лепехин, Д. И. Менделеев разрабатывали теории и методы синтеза и анализа веществ, получения различных новых лекарств и изучения лекарственных растений, произрастающих на территории России.
В 1873 г. Министерство внутренних дел России утвердило правила открытия аптек, в которых указал число жителей на 1 аптеку, расстояние между аптеками.
В 1870 г. было разрешено открывать заводы и фабрики для изготовления лекарственных средств и оборудования для аптек и лабораторий. В 1898 г. в России таких предприятий было более 15.
После Великой Октябрьской социалистической революции все аптеки были национализированы и контролировались Народным комиссариатом здравоохранения.
В 1931 г. было создано РАПО (Российское аптечное объединение), которое, просуществовав до 1935 г., было преобразовано в ГАПУ (Главное аптечное управление). До начала Великой Отечественной войны количество аптек росло с невероятной быстротой и составляло около 9750, кроме того, в стране было около 300 аптечных складов, а также примерно 150 фабрик, заводов и лабораторий в составе медицинской промышленности.
Контроль аптечным делом в стране производил Аптечный отдел Наркомздрава СССР. Аптечное дело было сформировано в организованную систему.

## Известные аптекари мира

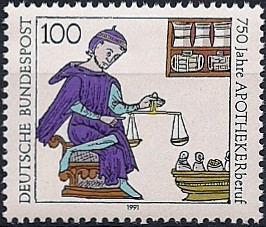
Марка, выпущенная Немецкой почтой к 750-летию аптечного дела

- Джемс Френчем — первый российский аптекарь английского происхождения.
- Фридрих Сертюрнер, выделивший морфин из опиума в 1805 году.
- Макс фон Петтенхофер — основатель первого в Европе института гигиены и микробиологии в Мюнхене.
- Эрнст Шеринг — основатель одноименной фармацевтической фабрики.
- Карл Леверкус — основатель предприятия Bayer AG, давший имя городу Леверкузен в Германии.
- Джон Пембертон — изобретатель «Кока-Колы».
- Георг Тракль — австрийский поэт.
- Теодор Фонтане — известный немецкий писатель.
- Карл Шпицвег — немецкий художник.